# Baumgarten-Bau

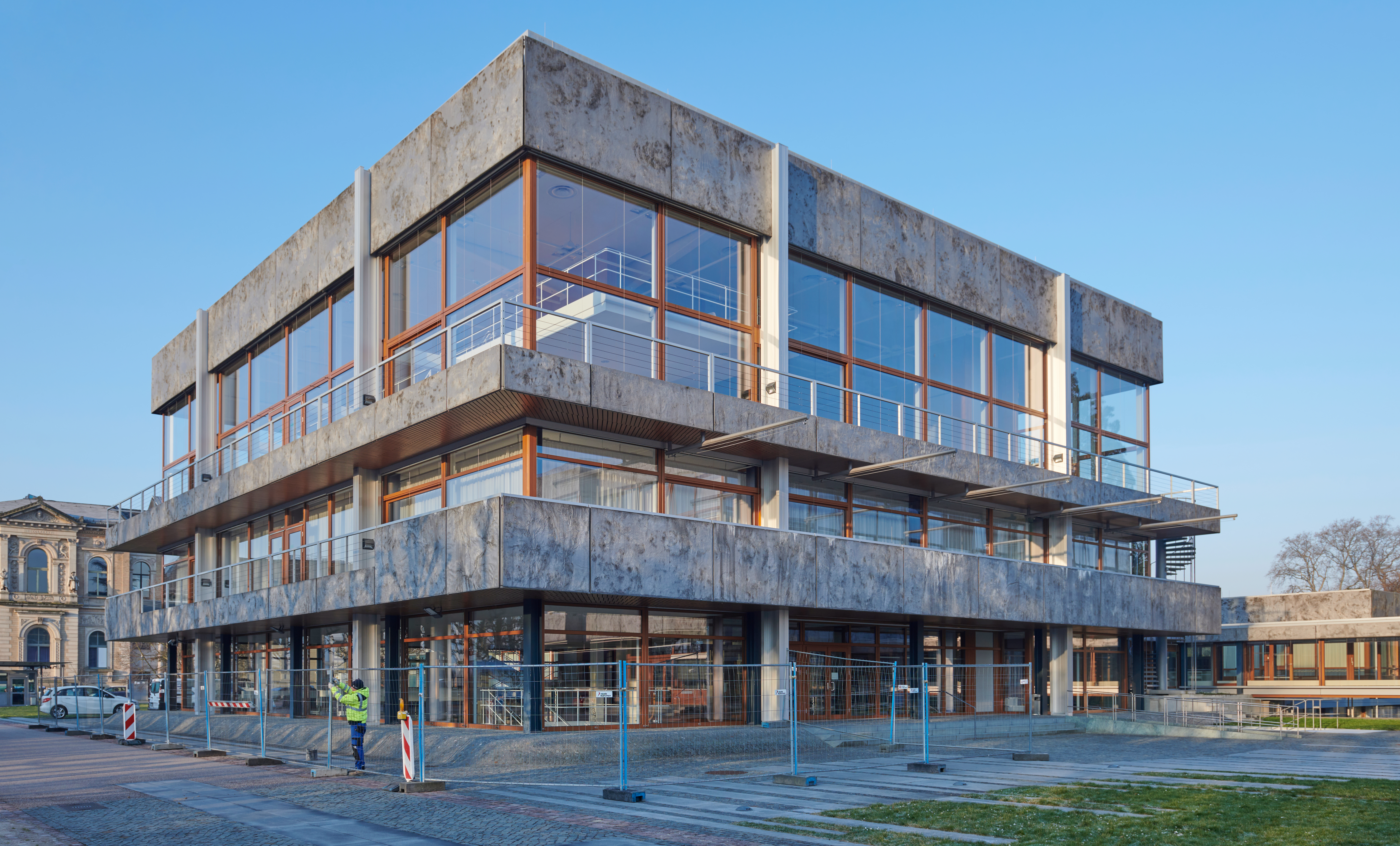
Sitzungssaalgebäude des Bundesverfassungsgerichts (Bauteil III)

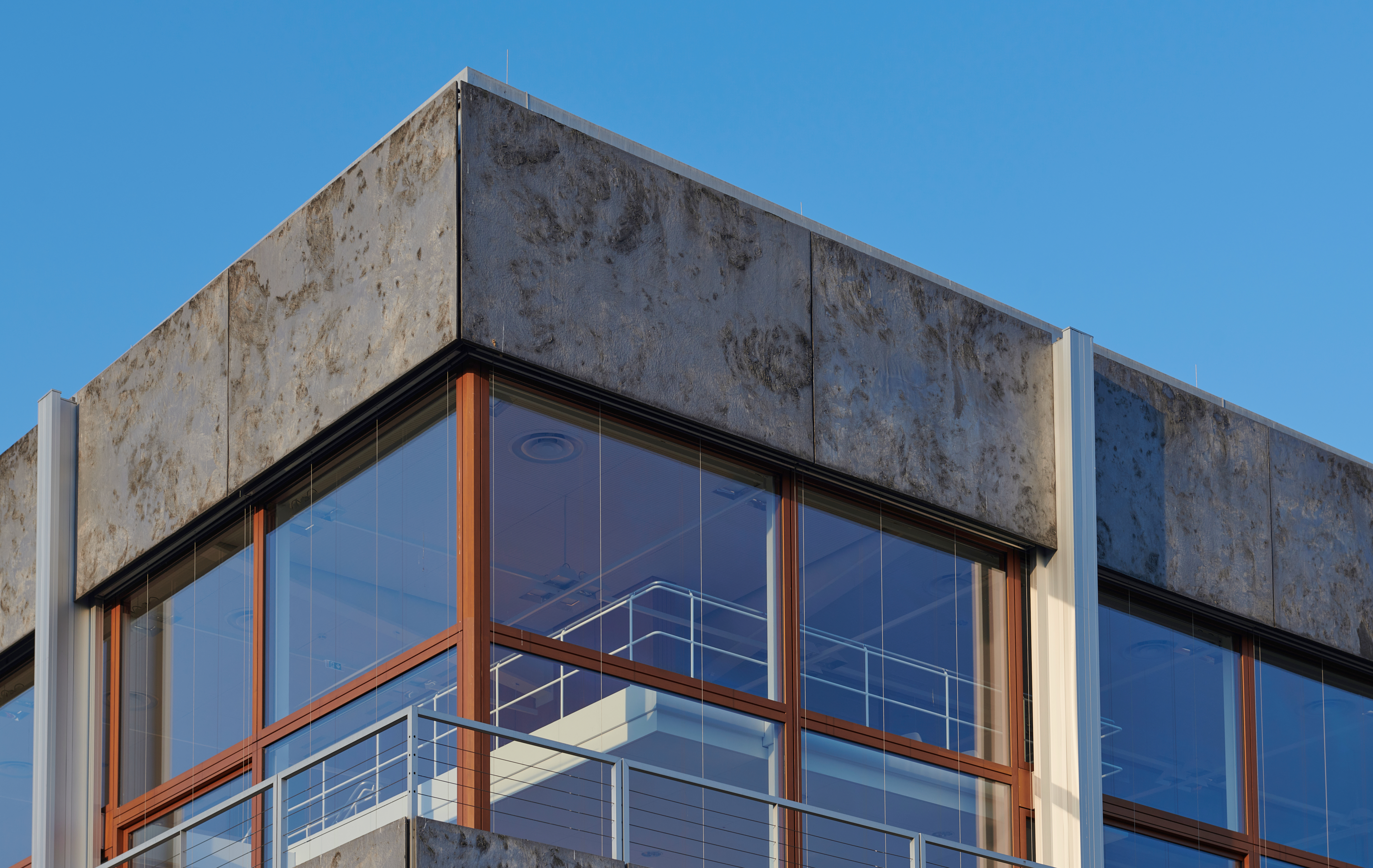
Fassadendetail (Bauteil III)

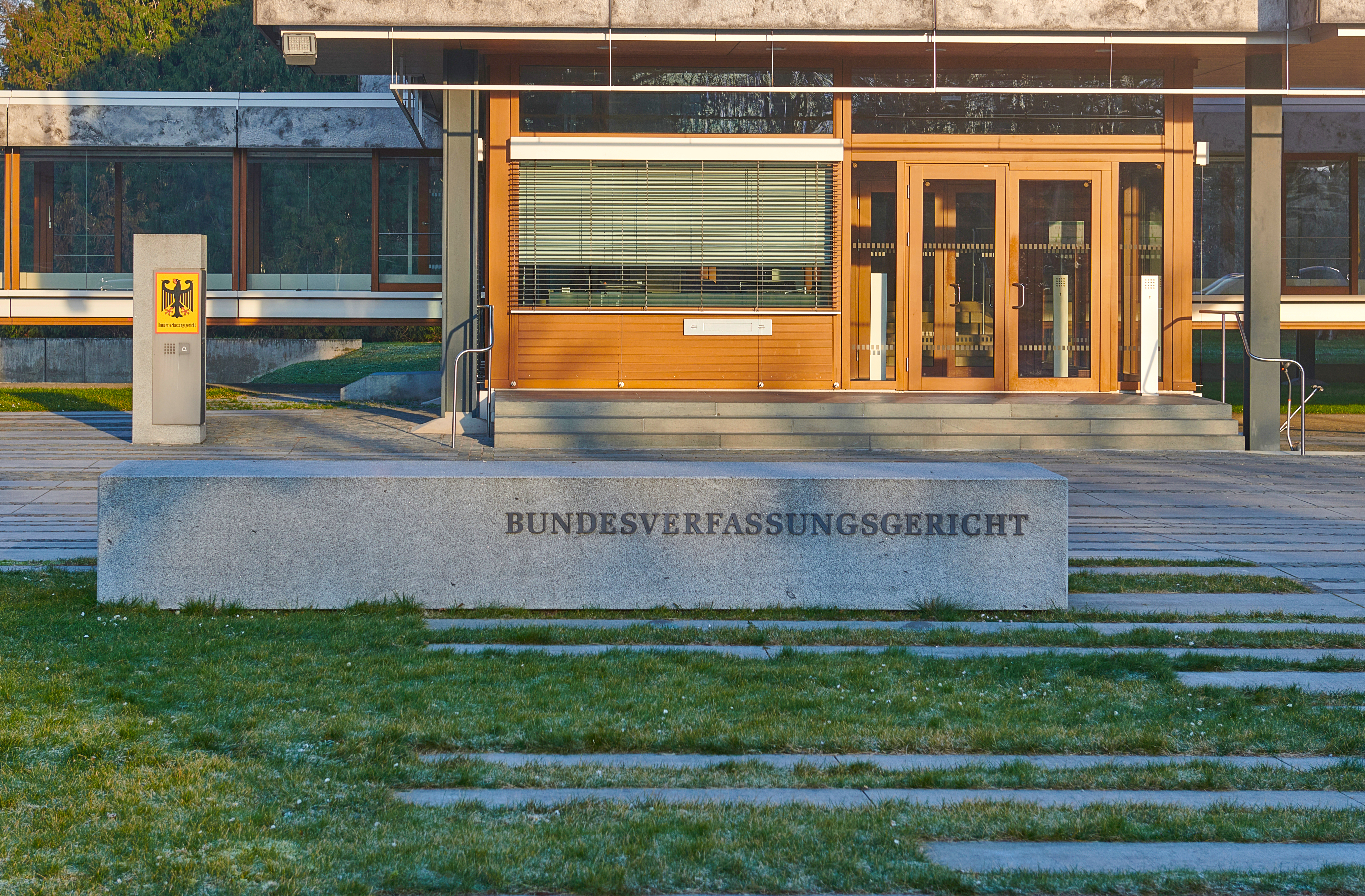
Eingangsbereich des Richtergebäudes (Bauteil IV)

Der Baumgarten-Bau in Karlsruhe ist der Amtssitz des Bundesverfassungsgerichts. Der in den Jahren 1965 bis 1969 am Botanischen Garten des Schlossgartens nach Plänen des Architekten Paul Baumgarten errichtete Baukomplex bestand aus ursprünglich fünf pavillonartigen Baukörpern mit Flachdächern, die um einen langen Verbindungsgang angeordnet sind. Der Gebäudekomplex weist eine Brutto-Grundfläche von gut 16.000 Quadratmetern auf. Die einzelnen quaderförmigen Bauteile des Baumgarten-Baus unterscheiden sich in der Höhe, umfassen jedoch wenige Geschosse. Die Form gepaart mit der Glas- und Stahlfassade verleiht dem Bauwerk eine sachlich-nüchterne Ästhetik und wird dem Stil der Moderne zugerechnet.
Seit Mai 1969 dient der Baumgarten-Bau als Amtssitz, nachdem der erste Amtssitz von 1951 bis 1969, das Prinz-Max-Palais, aufgrund des wachsenden Raumbedarfs ausgedient hatte. Das Bauwerksensemble steht als Kulturdenkmal von besonderer Bedeutung unter Denkmalschutz. In den Jahren 2005 bis 2007 erhielt der Komplex im Südwesten einen Erweiterungsbau, so dass das Ensemble von fünf auf sechs Bauwerke anwuchs. Während umfassender Sanierungsarbeiten in den Jahren 2011 bis 2014 verlegte das Bundesverfassungsgericht übergangsweise seinen Dienstsitz in den Karlsruher Stadtteil Oststadt. Im Baumgarten-Bau arbeiten (Stand 2021) rund 260 Personen.

## Geschichte

### Vorgängerbau
Den ersten Amtssitz hatte das Bundesverfassungsgericht von 1951 bis 1969 im Prinz-Max-Palais. Die vom Architekten Josef Durm im Stil der Gründerzeit entworfene Stadtvilla aus den 1880er Jahren liegt in der Karlsruher Innenstadt-West nahe des Europaplatzes. Sie befindet sich rund einen halben Kilometer südwestlich vom heutigen Amtssitz des Verfassungsgerichts. Nachdem das Bundeskabinett trotz heftiger Proteste aus Berlin im Dezember 1950 Karlsruhe als Sitz für das Verfassungsgericht festlegte, wurde das im Krieg zerstörte Palais wieder aufgebaut und den Bedürfnissen des Gerichts angepasst. Am 28. September 1951 zog das Bundesverfassungsgericht in einem Festakt im Beisein von Bundespräsident Theodor Heuss und Bundeskanzler Konrad Adenauer in die neuen Räumlichkeiten. Das Palais erwies sich allerdings von den Räumlichkeiten als zu klein; die Richter teilten sich zumeist die Zimmer mit anderen Kollegen und Mitarbeitern. Für größere Sitzungen musste das Gericht immer wieder auf andere Säle in der Stadt ausweichen. Bereits 1959 äußerte der damalige Präsident des Bundesverfassungsgerichts Gebhard Müller den Wunsch nach einem Neubau. Es gab Überlegungen, den Sitz des Verfassungsgerichts nach München zu verlegen oder ins nahe gelegene Schloss umzuziehen. Beides wollte die Stadt Karlsruhe verhindern und lobte 1960 einen Architektenwettbewerb aus.

### Standortsuche
Als Standort wurde das vom Architekten Heinrich Hübsch gestaltete Hoftheater zwischen Schlossplatz und Botanischem Garten gewählt, das im Zweiten Weltkrieg zerstört worden war. Im September präsentierte der Architekt Paul Baumgarten drei von ursprünglich fünf Vorentwürfen von insgesamt fünf Baukörpern in Pavillonform. Die nüchtern-sachliche Gestaltung steht dabei im deutlichen Gegensatz zur Bautradition von Gerichtsgebäuden des 19. und 20. Jahrhunderts. Damit sollte der Gebäudekomplex bewusst das städtebauliche Gesamtkonzept des Schlossplatzes nicht beeinträchtigen. Um das zu erreichen, wurde außerdem der Baukomplex in die Fläche statt in die Höhe gebaut. Als bauliches Vorbild für die transparente Glas- und Stahlarchitektur diente Baumgarten der deutsche Beitrag zur Brüsseler Weltausstellung 1958 der Architekten Egon Eiermann und Sep Ruf.
In der Bevölkerung und Administration wurde zwischenzeitlich erwogen, das zerstörte Hoftheater wieder aufzubauen. Paul Baumgarten setzte sich auch dafür als Architekt mit einem möglichen Neubau auseinander und gewann den Architekturwettbewerb dafür. Mit der Entscheidung für einen Verfassungsgerichts-Neubau waren die Wiederaufbaupläne des Hoftheaters endgültig vom Tisch. Der umstrittene Abbruch der Kriegsruine des Hoftheaters wurde 1964/1965 von Teilen der Bevölkerung mit entsprechender Bitterkeit verfolgt.

### Bau und Nutzung
Im Februar 1965 begannen die Bauarbeiten am Gebäudeensemble im Karlsruher Schlossbezirk. Im Oktober 1966 fand das Richtfest statt und am 6. Mai 1969 erfolgte die Schlüsselübergabe des neuen Amtssitzes. Die Kosten lagen bei fast 20 Mio. Mark, was kaufkraftbereinigt im Jahr 2025 etwa 44,6 Mio. Euro entspricht.
In die Bauzeit des Baumgarten-Baus fiel die Austragung der Bundesgartenschau 1967 in Karlsruhe. Der Landschaftsarchitekt Walter Rossow entwickelte einen „grünen Weg“ für Fußgänger vom Karlsruher Hauptbahnhof über den denkmalgeschützten Stadtgarten bis zum Schlosspark. Die Grün- und Freiflächen rund um den Baumgarten-Bau folgen diesem Konzept und binden sich in den angrenzenden Schlosspark ein.

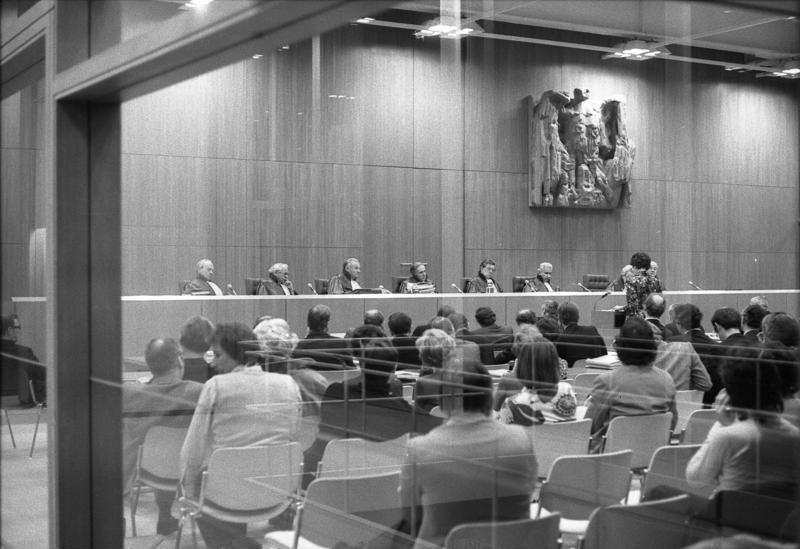
Mündliche Verhandlung im Sitzungssaal (November 1974)

Am Abend des 4. März 1975 kam es am Bundesverfassungsgericht zu einem Anschlag. An einem Pfeiler des Richtergebäudes war eine Sprengladung angebracht. Die Explosion zerbarst eine große Fensterscheibe. Verletzt wurde niemand. Zum Tatzeitpunkt patrouillierten vier Beamte des Bundesgrenzschutzes – zu wenige um den Anschlag zu verhindern. Wie Untersuchungen zeigten, konnte die Sprengladung aufgrund des fehlenden Gehäuses keine massive Zerstörung hervorrufen. Die Bombe wurde nicht von Profis gebaut. Später ging beim Nachrichtenmagazin Der Spiegel ein Bekennerschreiben der Roten Zora ein, einer radikal-feministischen Terrororganisation, die mit dem Anschlag gewaltsam gegen das eine Woche alte Urteil des Bundesverfassungsgerichts protestieren wollte, das die Reform des Paragraphen 218 für nichtig erklärte. Trotz Bekennerschreiben wurden die Täterinnen nie gefasst.
Ab 1982 mietete das Bundesverfassungsgericht aufgrund des gestiegenen Platzbedarfs zusätzliche Räumlichkeiten im Nord-West-Flügel des Karlsruher Schlosses an. Mit diesen Räumen ist der Baumgartenkomplex über einen unterirdischen Gang verbunden. Das vormalige Speise-Casino wurde zwischen 1995 und 1997 soweit umgebaut, dass es zusätzliche Büroräumlichkeiten bot. Im Jahr 2000 erfolgte ein Einbau im Untergeschoss der Bibliothek um weitere sieben Büroräume. 2001 erhielt das Richtergebäude im Unterbau 13 weitere Räume.

### Ergänzungsbau
Nach einem Wettbewerb 2002, an dem über zweihundert Architekten teilnahmen, wurde der Architekt Michael Schrölkamp mit der Gestaltung des Erweiterungsbaus beauftragt. Die Herausforderung an den Entwurf bestand darin, weder den bestehenden Baukomplex noch den Botanischen Garten zu beschädigen. Während der Wettbewerbsphase sprach sich eine Bürgerinitiative gegen den ursprünglichen Siegerentwurf aus, da dieser dem Schutz des Botanischen Gartens nicht ausreichend Rechnung trug. Schließlich wurde dieser Entwurf ad acta gelegt. So kristallisierte sich nach einer Überarbeitung der Schrölkamp-Entwurf als einzig realistischer heraus. Weitere Entwürfe, die für die Bürgerinitiative noch akzeptabel waren, sahen einen größeren und fast doppelt so teuren Neubau vor. Darauf drohten die Baumgarten-Erben mit einem Urheberrechtsstreit, sodass Schrölkamps Entwurf schließlich auch umgesetzt wurde.
In der Zeit von Juni 2005 bis März 2007 wurde der neue Bauteil mit einer Nutzungsfläche von 794 Quadratmetern, einer Brutto-Grundfläche von 1576 Quadratmetern und einem Brutto-Rauminhalt von 5081 Kubikmetern errichtet. Die Baukosten betrugen 3,4 Mio. Euro. Die gerichtsinterne feierliche Eröffnung fand am 10. Mai 2007 im Beisein des damaligen Ministerpräsidenten Günther Oettinger, Staatssekretär Engelbert Lütke Daldrup, dem damaligen Karlsruher Oberbürgermeister Heinz Fenrich, dem Architekten und weiteren Ehrengästen statt. Der Erweiterungsbau wurde im Jahr 2007 bezogen.

### Interimsquartier 2011 bis 2014

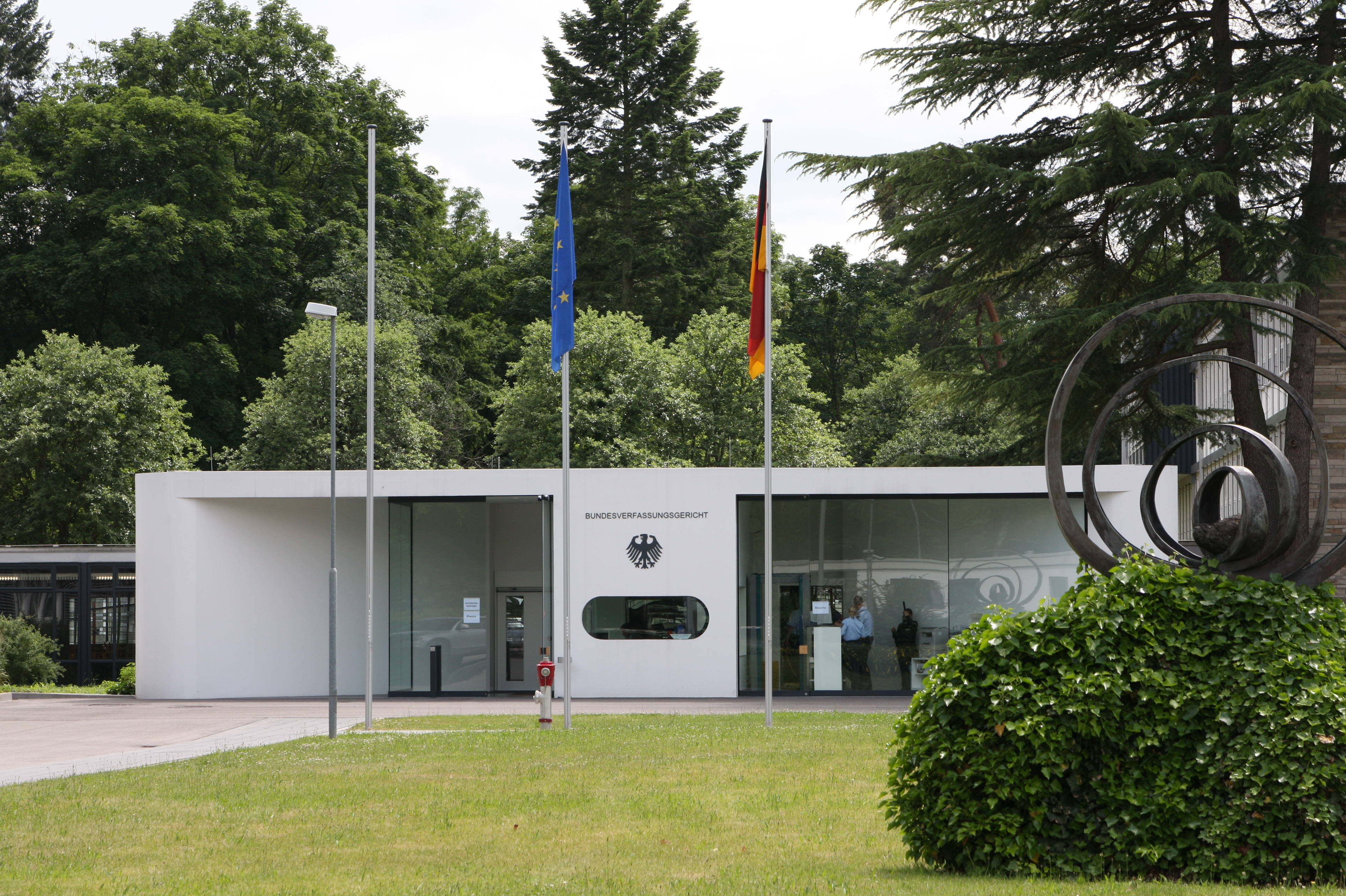
Eingangsbereich des Dienstsitzes Waldstadt (2012)

Seit der Deutschen Wiedervereinigung hat das Verfassungsgericht deutlich mehr Beschwerdefälle, so dass der Baumgarten-Bau in seiner ursprünglichen Form den gestiegenen Anforderungen nicht mehr gerecht wurde. Neben einem geplanten Erweiterungsbau hin zum Botanischen Garten wurde eine Sanierung der bestehenden Bauwerke ab 2011 notwendig. Um die mehrjährigen Arbeiten bewältigen zu können, zogen die 16 Verfassungsrichter und damals etwa 60 Mitarbeiter für drei Jahre in ein Interimsquartier um. Das nordöstlich vom Baumgarten-Bau gelegene Zwischenquartier war die ehemalige General-Kammhuber-Kaserne (Lage) an der Rintheimer Querallee 11 am östlichen Rand des Hardtwaldes. Um den üblichen Bürostandard und den halböffentlichen Bereich repräsentativ zu gestalten, wurden die Stuttgarter Architekten Lederer Ragnarsdóttir Oei beauftragt. Ähnlich wie am Stammsitz des Verfassungsgerichts am Schlossbezirk standen im Interimsquartier – nach dem angrenzenden Karlsruher Stadtteil Waldstadt auch „Dienstsitz Waldstadt“ genannt – verschiedene Baukörper zur Verfügung, die durch Gänge und Verbindungstrakte verbunden sind und in der Gestaltung durch die Architekten eine gewisse Erinnerung an den eigentlichen Amtssitz wecken sollten. Nach dem Eingang kontrastierte ein hellgrüner Teppichboden mit einem Glasbild. Der Plenarsaal – der ehemalige Lehrsaal der Kaserne – erhielt einen seitlichen angefügten Treppenturm, der zur Presseempore führte. Damit erhielt der Saal von außen eine skulpturale Anmutung. Im Saal selbst öffnete sich auf den Längsseiten mit zwei gläsernen Vorbauten zu den Höfen. Die so gebildeten Dachüberstände erinnerten an die architektonische Formensprache der 1950er Jahre. Der Interimsbau griff gewisse Formen des Baumgarten-Baus auf und nutzte sie als Vorbild. Nichts sollte protzig, aber andererseits nicht zu spartanisch wirken. Der Rückumzug vom Dienstsitz Waldstadt in den Baumgarten-Bau erfolgte vom 26. bis 28. September 2014.
Die zum Gericht umgebauten Kasernengebäude werden seit 2020 durch den Bundesgerichtshof interimsweise genutzt, da ein Bürogebäude an dessen Hauptsitz in der Herrenstraße, das sogenannte Westgebäude, saniert wird. Die Bundespolizeiinspektion Karlsruhe ist in vier weiteren seitigen Kasernengebäuden untergekommen.

### Sanierung 2011 bis 2014
Der langjährige Betrieb, Komfortmängel und eine Analyse der Bausubstanz zeigten, dass eine bauliche und energetische Sanierung des Baumgarten-Baus notwendig geworden war. Aus diesem Grund wurden die Gebäude von August 2011 bis August 2014 einer dreijährigen Sanierung unterzogen, die insgesamt rund 55 Mio. Euro kostete. Neben der Nachrüstung und Optimierung der Grundsubstanz bestand die Herausforderung darin, das denkmalgeschützte Ensemble zu erhalten.
Die markanten Fassaden mit Holzfenstern aus Red Oregon Pine und der Einfachverglasung konnten nicht behalten werden. Sie wurden durch doppeltverglaste Fenster ersetzt und hatten keine reflektierende Beschichtung, um die Transparenz zu bewahren. Betonbrüstungen erhielten energetisch günstigere vollgedämmte Sandwichpaneele, die aufwendig gefertigten Aluminiumgusstafeln wurden abgenommen, gereinigt und mit verstärkter Befestigung wieder montiert. Im Inneren war in einigen Bereichen Schadstoffsanierung notwendig. Bereiche, deren funktionale Nutzung weggefallen war, wurden entsprechend umgestaltet. Um den Brandschutz zu gewährleisten, wurden Stahlstützen abgeschliffen und neu beschichtet. Überdies wurde die gesamte technische Gebäudeausstattung auf den aktuellen Stand gebracht sowie Haus- und Kommunikationstechnik neu installiert und eine effiziente LED-Beleuchtung verbaut. Die Arbeiten, 2012 bei einem internationalen Wettbewerb ausgelobt, wurden von dem Rotterdamer Architekturbüro West 8 durchgeführt. Zur Verbesserung des Komforts trugen der Einbau von Kühldecken beziehungsweise sogenannte Coolwave-Elemente in allen Büros bei, ebenso wie der Einbau von Teppichböden und schallschluckenden Elementen zur Verbesserung der Akustik und Einbau von perforierten Sonnenschutzelementen. Zu den Maßnahmen im Innenausbau zählten die Erneuerung der Sanitäranlagen sowie der Austausch von Heizkörpern, Bodenbelägen und Möblierung.

### Tag der offenen Tür
Zum Festprogramm zum 70-jährigen Bestehen des Grundgesetzes öffnete am 25. Mai 2019 das Bundesverfassungsgericht seine Tore und veranstaltete einen Tag der offenen Tür für 5000 interessierte Bürger. In einem kostenlosen, rund 90 Minuten dauernden Rundgang ließen sich der Sitzungssaal und der Richter-Ring anschauen. Auch außerhalb dieses Anlasses bestanden und bestehen Möglichkeiten für begrenzte öffentliche Führungen.

## Beschreibung

### Lage und Umgebung
| _ Prinz-Max-Palais (1951–1969) |
| _ Baumgarten-Bau (seit 1969)   |
| _ Interimsquartier (2011–2014) |

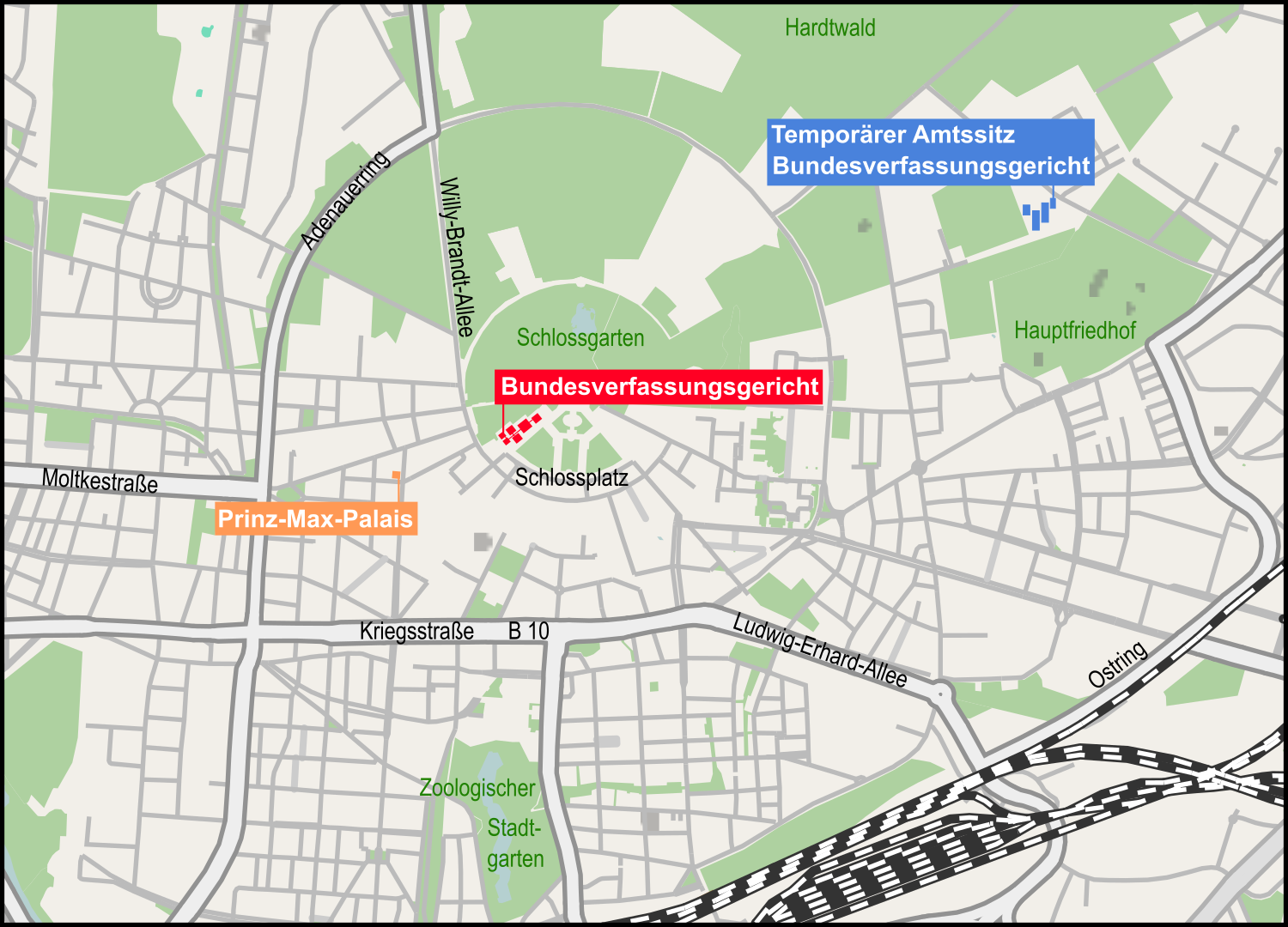
Standorte des Bundesverfassungsgerichts Karlsruhe:

Der Baumgarten-Gebäudekomplex befindet sich im Karlsruher Stadtteil Innenstadt-West – mit der Adresse Schlossbezirk 3 – am südlichen Rand des Schlossgartens, benachbart zum Schloss Karlsruhe und dem Schlossplatz im Osten, der Staatlichen Kunsthalle im Süden und dem Botanischen Garten im Westen. Unmittelbar gegenüber der Zufahrt Waldstraße ist das Amtsgericht Karlsruhe gelegen.
Das Bundesverfassungsgericht ist für den motorisierten Verkehr nur von Süden über die Waldstraße beziehungsweise von Osten über den Schlossplatz anzufahren. Die beschrankten Einfahrten in den Schlossbezirk ist jedoch nur Mitarbeitern und geladenen Personen gestattet. Über die Einfahrt Schlossbezirk ist der Vorplatz mit dem sogenannten „Platz der Grundrechte“ erreichbar. Der Platz wurde 2005 mit 24 doppelseitigen Straßenschildern gestaltet, die Richter, Juristen und Bürger zitiert, die sich mit dem Thema Recht und Unrecht befassen. Eine weitere Einfahrt zur Liegenschaft führt links ab in eine Rampe, welche in ein unterirdisches Parkhaus unterhalb des Sitzungssaalgebäudes führt. Die Bundespolizei schützt die Gebäude und Areal und unterhält vor Ort ein eigenes Revier. Die Schutzmaßnahmen werden durch Zugangskontrollen sowie Posten- und Streifenpräsenz der Bundespolizei sichergestellt. Das Betreten der Wege unmittelbar am teilweise umfriedeten Baukomplex ist nur befugten Personen gestattet. Das Betreten der Rasenflächen um die Anlage ist untersagt.
Die Nordwestflanke des Gebäudekomplexes wird durch Baumbewuchs fast vollständig bedeckt. Die Südostflanke ist von dem Vorplatz und der gepflasterten Zufahrt geprägt, die wiederum dicht mit Bäumen bepflanzt ist. Diese Allee bildet die unmittelbare Sichtachse auf den Westflügel des Karlsruher Schlosses und folgt damit dem strengen geometrischen Schema der gesamten Anlage. Die Gebäude des Baumgarten-Baus sind exakt parallel zu dieser Sichtachse ausgerichtet und fügen sich durch ihre zurückhaltende architektonische Gestaltung in das baulich deutlich ältere Umfeld ein.

### Gebäudekomplex und Außenanlagen

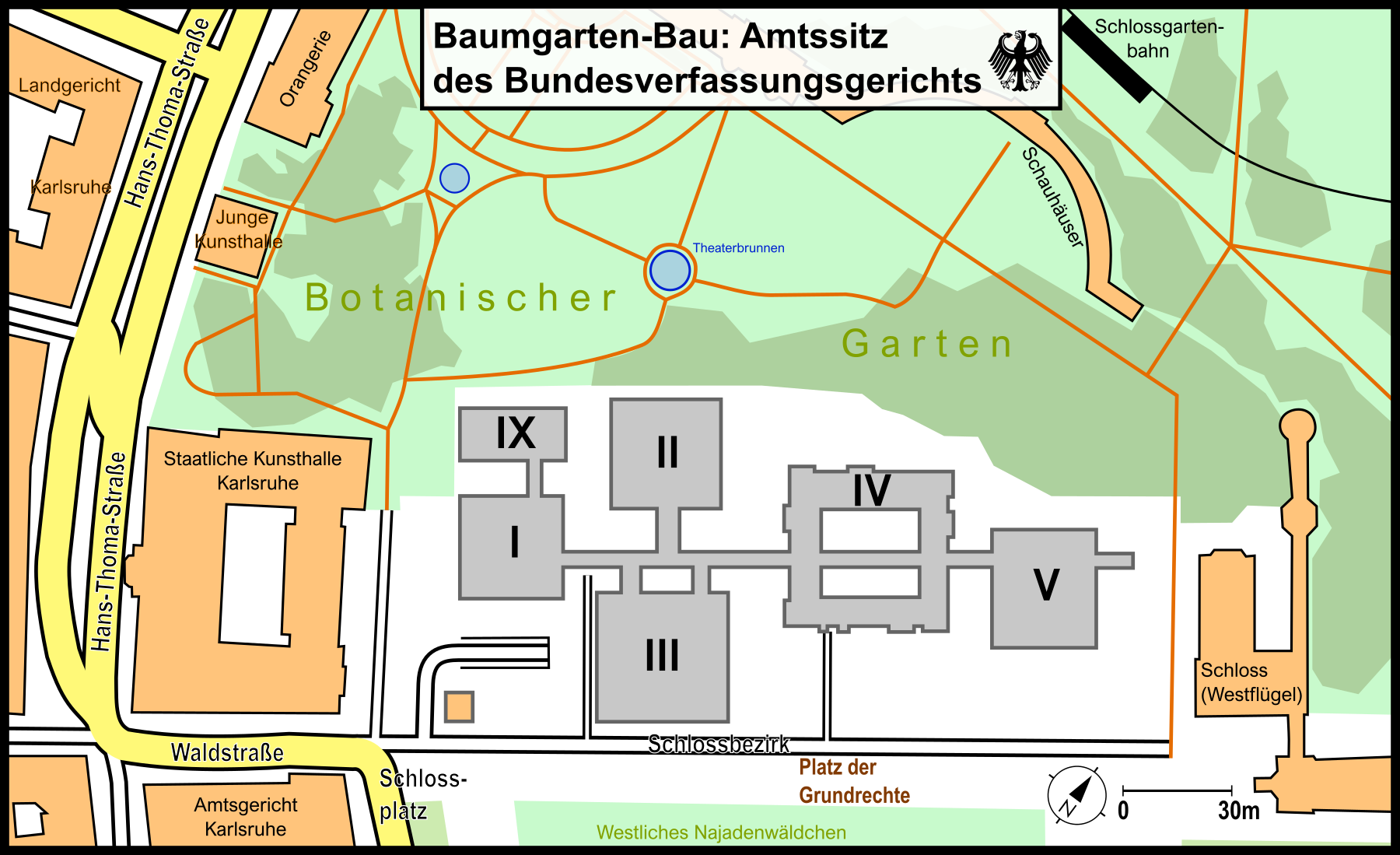
Situationsplan und Umgebung des Baumgarten-Baus

Der Baumgarten-Bau mit seinen sechs Gebäuden mit rechteckigem, größtenteils quadratischem Grundriss, weist eine Nutzfläche von 10.086 Quadratmeter auf, eine Brutto-Grundfläche von 16.342 Quadratmeter und einen Brutto-Rauminhalt von 64.274 Kubikmeter. Der Komplex besteht aus folgenden Bauteilen, die offiziell römischen Zahlen zugeordnet sind:
- Bauteil I: ehemaliges Casino
- Bauteil II: Bibliothek
- Bauteil III: Sitzungssaalgebäude
- Bauteil IV: Richtergebäude, auch: „Richterring“
- Bauteil V: Verwaltungsgebäude
- Bauteil IX: Erweiterungsbau mit weiteren Büros

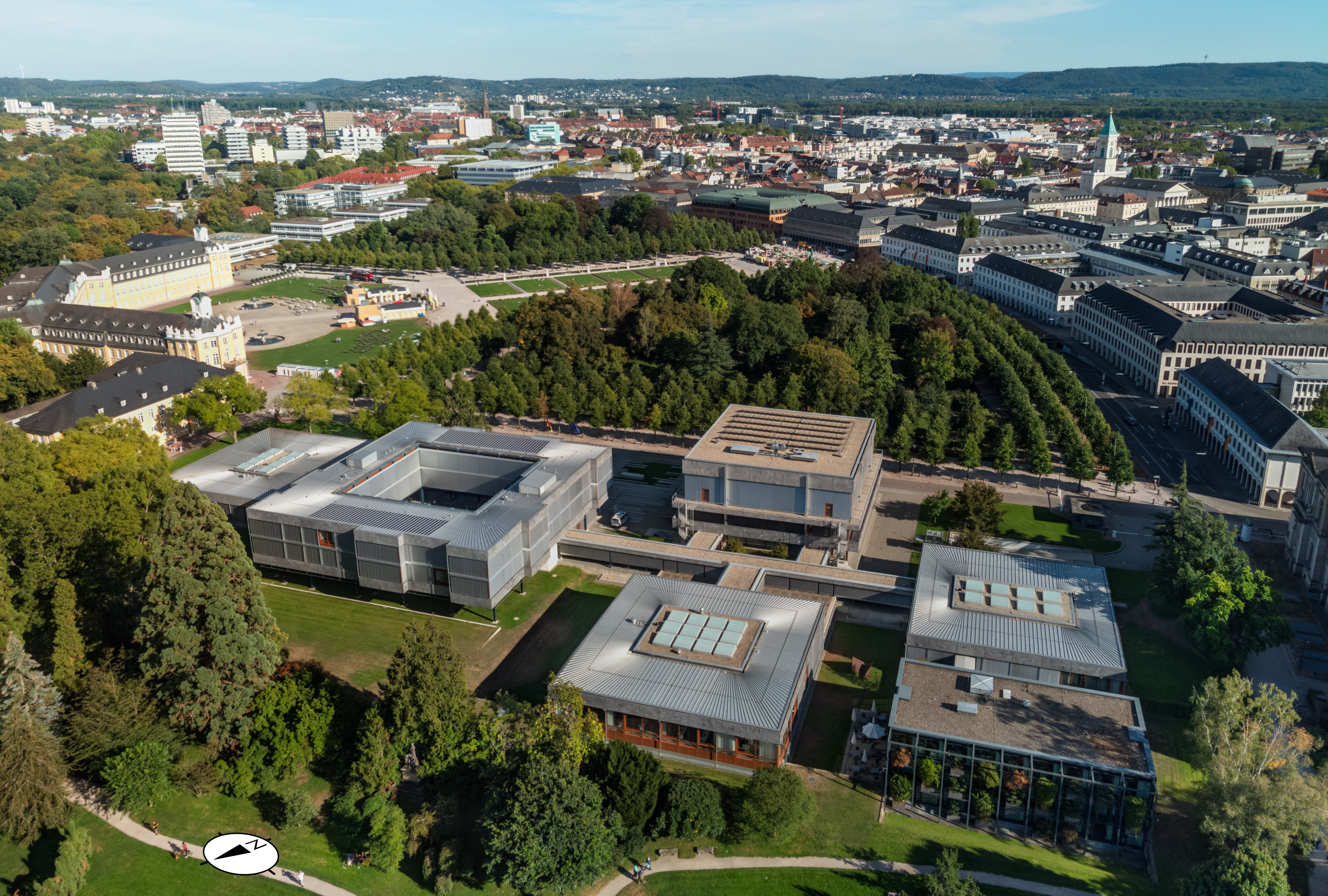
Luftbild des Baumgarten-Baus aus nordwestlicher Richtung

Sämtliche Bauwerke sind in ihre Aufgabengebiete räumlich getrennt und der Höhe nach unterschiedlich gestaffelt. Die Anordnung und Höhendifferenzierung soll die Wertigkeit und Beziehung zur Öffentlichkeit ausdrucken. Der Baukomplex beherbergt neben den Arbeitsplätzen für die Richterinnen und Richter auch die Justizverwaltung, die allgemeine Verwaltung, die Abteilung EDV/Dokumentation, die Protokollabteilung sowie die Bibliothek.
Alle Gebäude sind über einen gut 150 Meter langen, verglasten Verbindungsbau miteinander verbunden. Der gerade Verbindungsgang zwischen dem ehemaligen Casino im Süden durchdringt das Richtergebäude und führt bis zum Verwaltungsgebäude im Norden. Etwa mittig zweigt rechtwinklig der Gang zweifach zum südlich gelegenen Sitzungssaalgebäude, einfach zur nördlich gelegenen Bibliothek ab. Der 2007 bezogene Erweiterungsbau ist mit dem Verwaltungsgebäude ebenfalls über einen Verbindungsgang überdacht erreichbar. Die Untergeschosse aller Gebäude bestehen aus einer Stahlbeton-Konstruktion mit außenliegenden Foamglas-Wärmedämmungen. Ab der Eingangshöhe sind die Geschosse als Stahlskelett-Konstruktion mit Stahlbetondecken umgesetzt.
Ein Merkmal des Baumgarten-Baus ist die vollflächige Einbettung des Komplexes in die ihn umgebende Rasenfläche. Dadurch sollen Architektur und Natur eine Einheit bilden. Die Verschmelzung dieser zwei Elemente ist am Eingangsbereich des Sitzungssaals und des Richtergebäudes besonders augenfällig. Der teilweise gepflasterte Vorplatz wird von streifigen Rasenstücken unterbrochen. Das rhythmisierte streifenförmige Fugenraster der Natursteinplatten leitet sich optisch von der Tragstruktur des Gebäudes ab. Für die Gestaltung der Außenanlagen war das niederländische Landschaftsarchitekturbüro West 8 verantwortlich. Der fließende Übergang zwischen Grünraum und Bauwerk wird in den Innenhöfen des Ensembles durch skulpturale Gehölzer und farbenfrohe Blütenteppiche umgesetzt.

### Bauteile

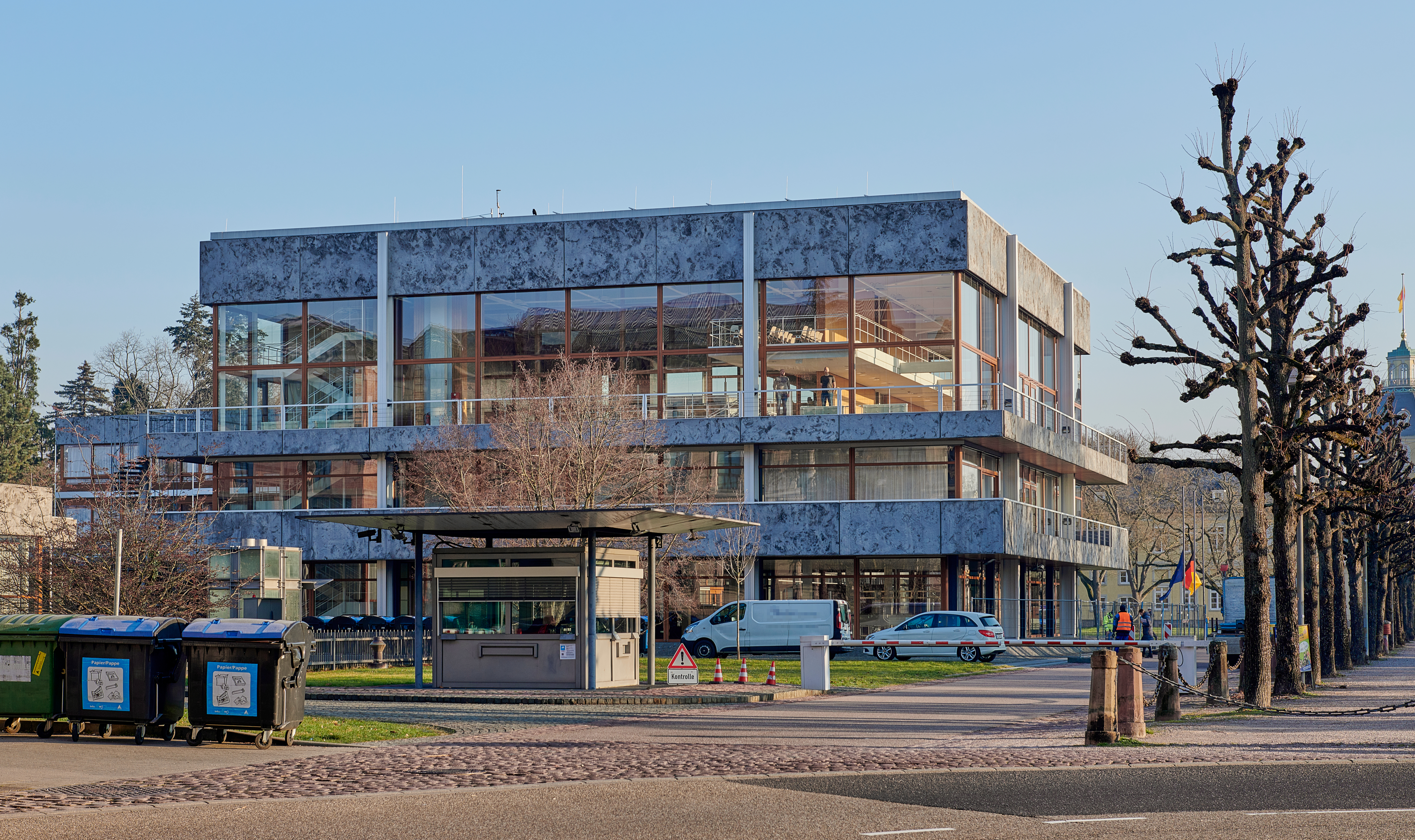
Bauteil III mit Eingangsbereich zur Anlage

Das mit etwa 15 Metern höchste der Bauwerke ist das Sitzungssaal-Gebäude (Bauteil III), das durch seine gläserne Fassade den Einblick bis in den Sitzungssaal ermöglicht. Es ist gleichzeitig der Baukörper, der am meisten der Öffentlichkeit zugewendet ist. Im Erdgeschoss befindet sich neben einem großen Foyer, dessen Fußboden in Solnhofener Platten besteht, auch der Plenarsaal. Im Zwischengeschoss liegt ein Empfangssaal und ein Presseraum. In dem im 2. Stock befindlichen Sitzungssaal befindet sich eine kleine Empore, die Platz für 44 Personen bietet. Dem gegenüber liegt der Richtertisch mit einem mehrere hundert Kilogramm schweren hölzernen Bundesadler-Relief, das vom Bildhauer Hans Kindermann gestaltet wurde. Der Sitzungssaal weist seitliche Glaswände auf, die eine freie Sicht zum Schloss und Schlossplatz ermöglichen. An der Seite zum Botanischen Garten sind Beratungszimmer und Nebenräume angeordnet.

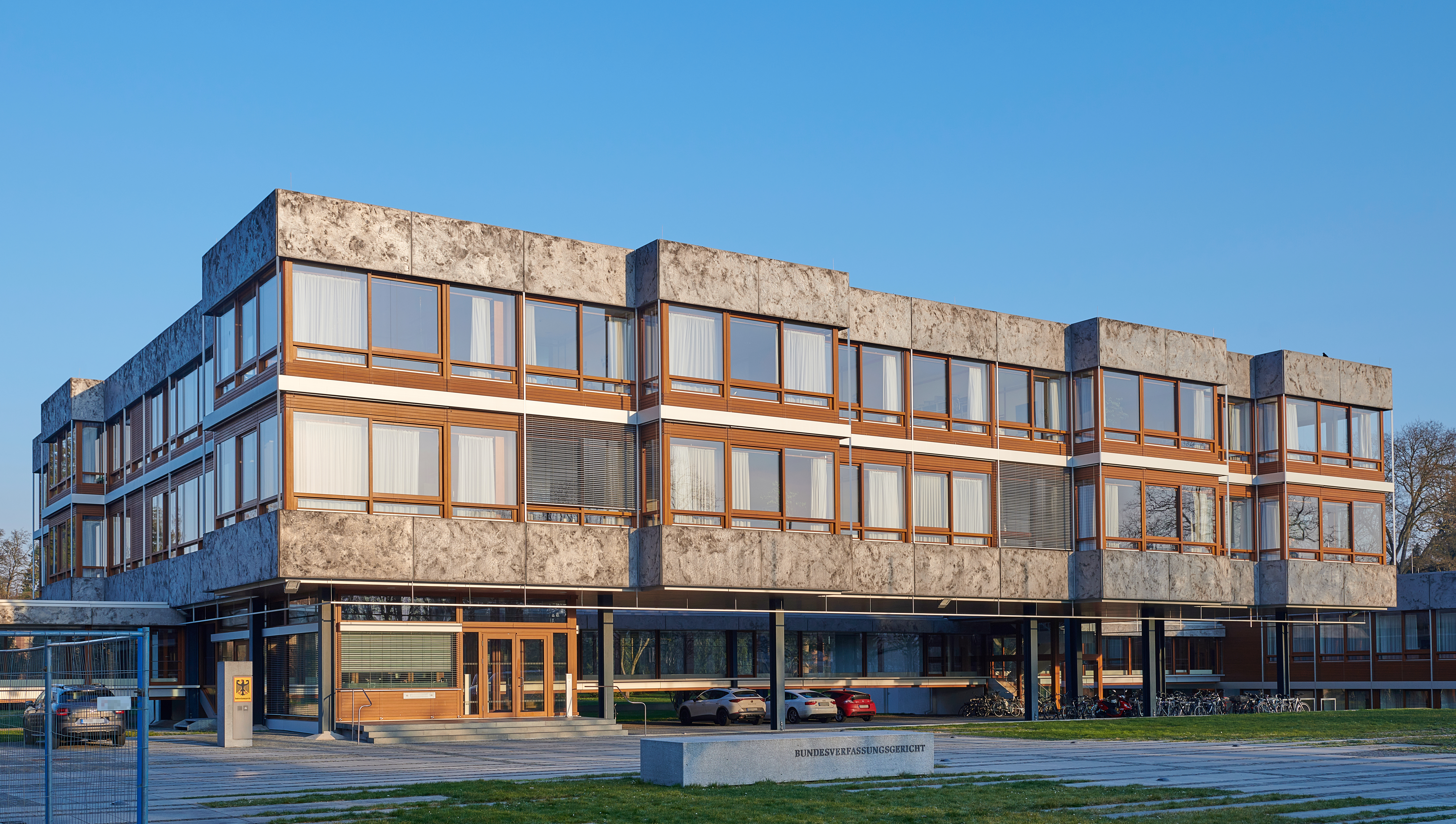
Bauteil IV

Das zum Schloss anschließende Richtergebäude (Bauteil IV) oder „Richterring“ genannte, zweigeschossige Bauwerk ist ein rechteckiger Atriumbau mit einem Innenhof in der Mitte. Jeder der beiden Senate des Bundesverfassungsgerichtes hat ein eigenes Stockwerk, das dessen jeweils acht Richter und seine Mitarbeiter beherbergt. Die ringförmige Raumgruppierung erfolgt nach Richtern, wissenschaftlichen Mitarbeitern und dem Sekretariat. Die Räumlichkeiten der Senate und die Dienstzimmer des Präsidenten und Vizepräsidenten weisen zum Botanischen Garten. Das Bauwerk steht auf Stelzen, so dass es zu schweben scheint. Unterhalb des Stelzenbaus befinden sich Parkplätze. Die Decken des Richtergebäudes werden am inneren Freiraum von vier über zwei Geschosse führende Fachwerkträger aufgenommen, die vor der Fassade liegen. Damit ist das Richtergebäude das einzige der Bauteile, das im Grundriss kein exaktes Rechteck bildet. Die Spannstähle der Diagonalstäbe sind den entsprechenden Stabkräften ihrer Anzahl abgestuft; im Durchschnitt sind es 26 Spannstähle. Die Konstruktion wurde weitgehend durch Erdbebensicherheit beeinflusst.

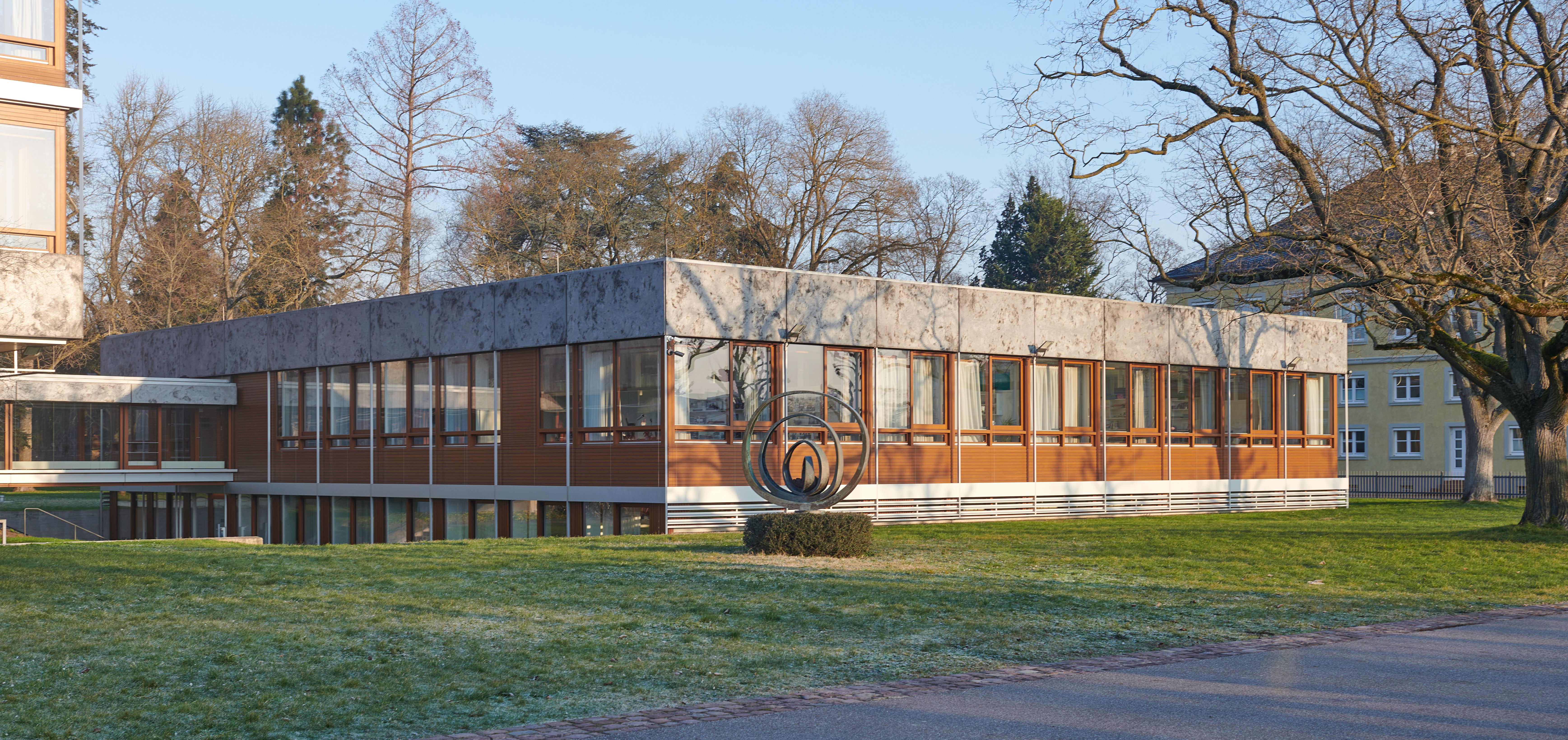
Bauteil V

Das dem Schloss am nächsten gelegene Bauwerk des Gerichtskomplexes ist das Verwaltungsgebäude (Bauteil V), welches über ein oberirdisches Geschoss verfügt. In diesem sind die Räumlichkeiten der Verwaltungsmitarbeiter, dem Leiter, dem Stellvertreter und dem Sekretariat untergebracht. Daneben sitzt in diesem Bauteil die Amtsmeisterei. Neben dem Verwaltungsarchiv, Kanzleiräumen, sanitären Räumen beherbergt Bauteil V einen Raum für Vervielfältigungen. 1992 verband man diesen Verwaltungspavillon über einem unterirdischen, aber nach außen teilweise sichtbaren Gang mit dem Schlossflügel, der als Registratur genutzt wird. Zwischen dem Verwaltungsgebäude und der Zugangsstraße befindet sich auf dem Rasenstück die Plastik „Erkenntnis“ des Schweizer Künstlers André Bucher. Ihre Maße betragen 215 × 215 × 60 Zentimeter und sie besteht aus einem unbearbeiteten Findling und Bronze. Das am 21. Mai 1982 enthüllte Kunstwerk mit geschwungenen Ellipsen trägt in seiner Mitte einen Lava-Gesteinsbrocken vom Vulkan Ätna.

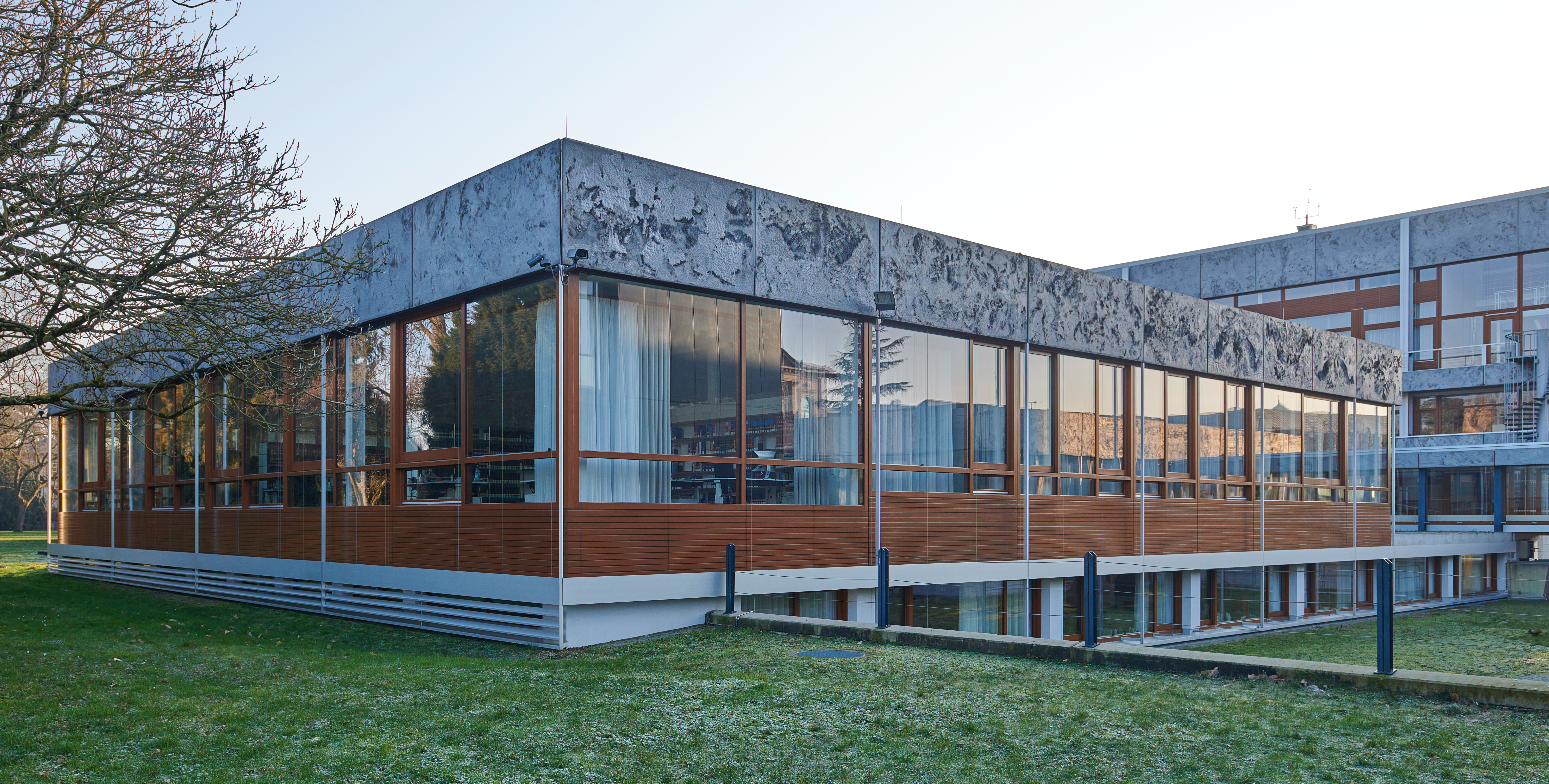
Bauteil II

Gegenüber des Sitzungssaalgebäudes liegt zum Botanischen Garten hin gewandt der Bibliotheksbau (Bauteil II). Seinen Mittelpunkt bildet der Katalogsaal, in welchem sich neben der Auskunft, Kataloge, Ausleihetheke und der Bücheraufzug zum Magazingeschoss sowie Treppe und Personalaufzug befinden. Um den Katalogsaal sind zwei Lesesäle und Räume für Bibliotheksmitarbeiter untergebracht. Im ersten Untergeschoss, das durch Geländeangleichung teilweise Tageslicht hat, befinden sich Pressearchiv und Signierraum, eine Buchbinderei und Einbandstelle sowie eine Magazinfläche von 780 Quadratmetern und Studierplätze. Das zweite Untergeschoss wird ausschließlich als Büchermagazin genutzt. Der Bibliotheksbestand umfasst derzeit 400.000 Bände und wächst jährlich um rund 5.000 Bände. Darüber hinaus führt die Bibliothek einen umfangreichen Zeitschriftenbestand, Parlamentaria und Amtsdruckschriften des Bundes und der Länder und  450 rechts- und sozialwissenschaftliche Periodika des In- und Auslandes. Die Hauptkonstruktion des stützenfreien Daches des Sitzungssaalgebäudes besteht aus sich in den vier Viertelpunkten kreuzenden Stahlblechträgern, die beweglich an acht Stützen angeschlossen sind. Diese Pfeiler nehmen zwar keine Vertikalkräfte auf, sind jedoch mit dem statischen System der Geschossdecken ausgesteift.

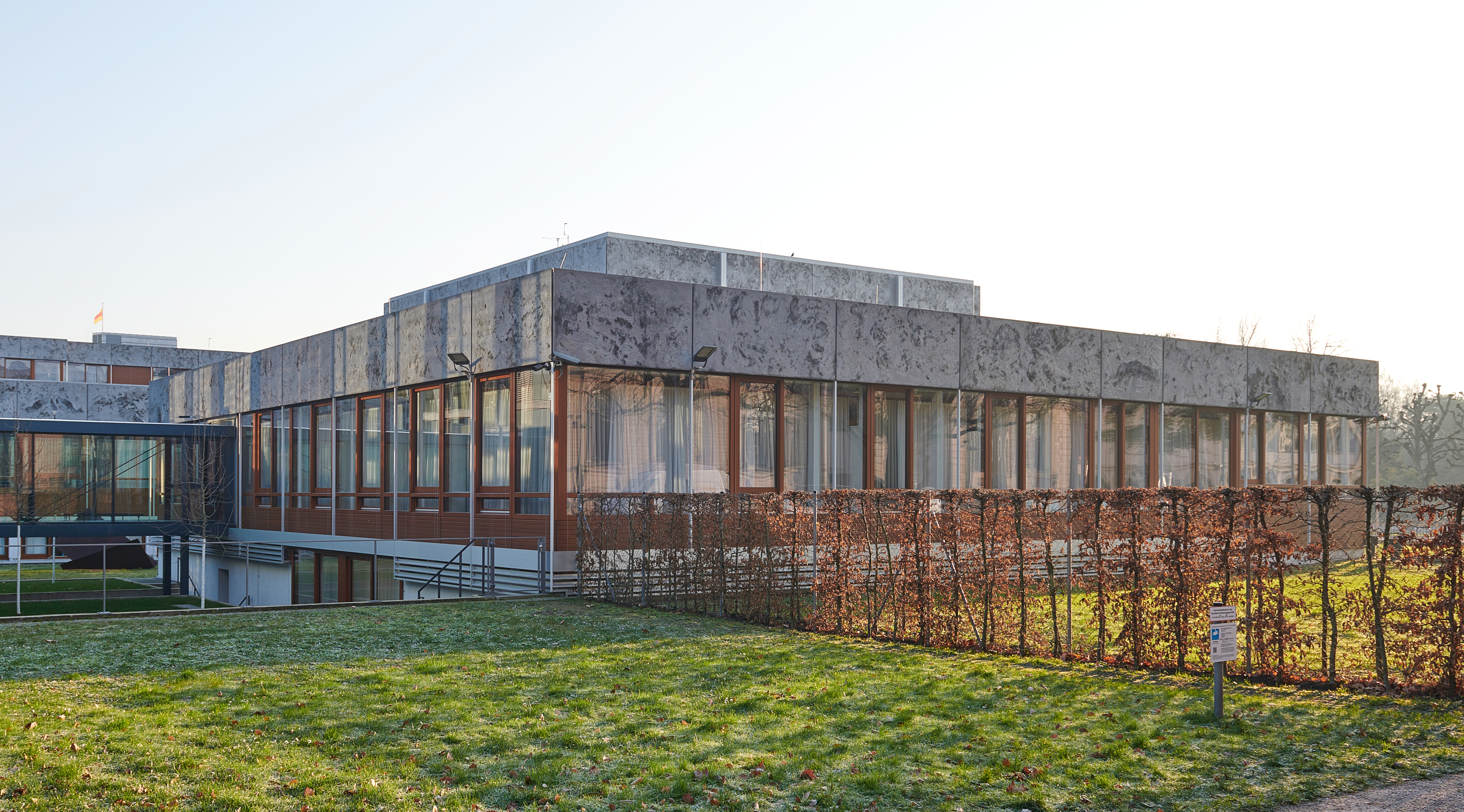
Bauteil I

Den südlichen Abschluss der Gebäudegruppe, benachbart zur Kunsthalle, bildet das ehemalige Casino-Gebäude (Bauteil I). In dem Bauwerk war ursprünglich ein Restaurant befindlich, dessen Speisesaal zum Botanischen Garten hin orientiert ist. Die Küchenanlage befand sich im Kern des Gebäudes. Zum Schlossplatz gab es ein Restaurant-Sonderzimmer und Dienstzimmer. Im Untergeschoss ist neben einer Technikzentrale eine Tiefgarage für 78 Personenwagen untergebracht. Seit 1995 befinden sich im ehemaligen Casino-Bau Büroräume, ein Besprechungszimmer und ein Pausenraum.

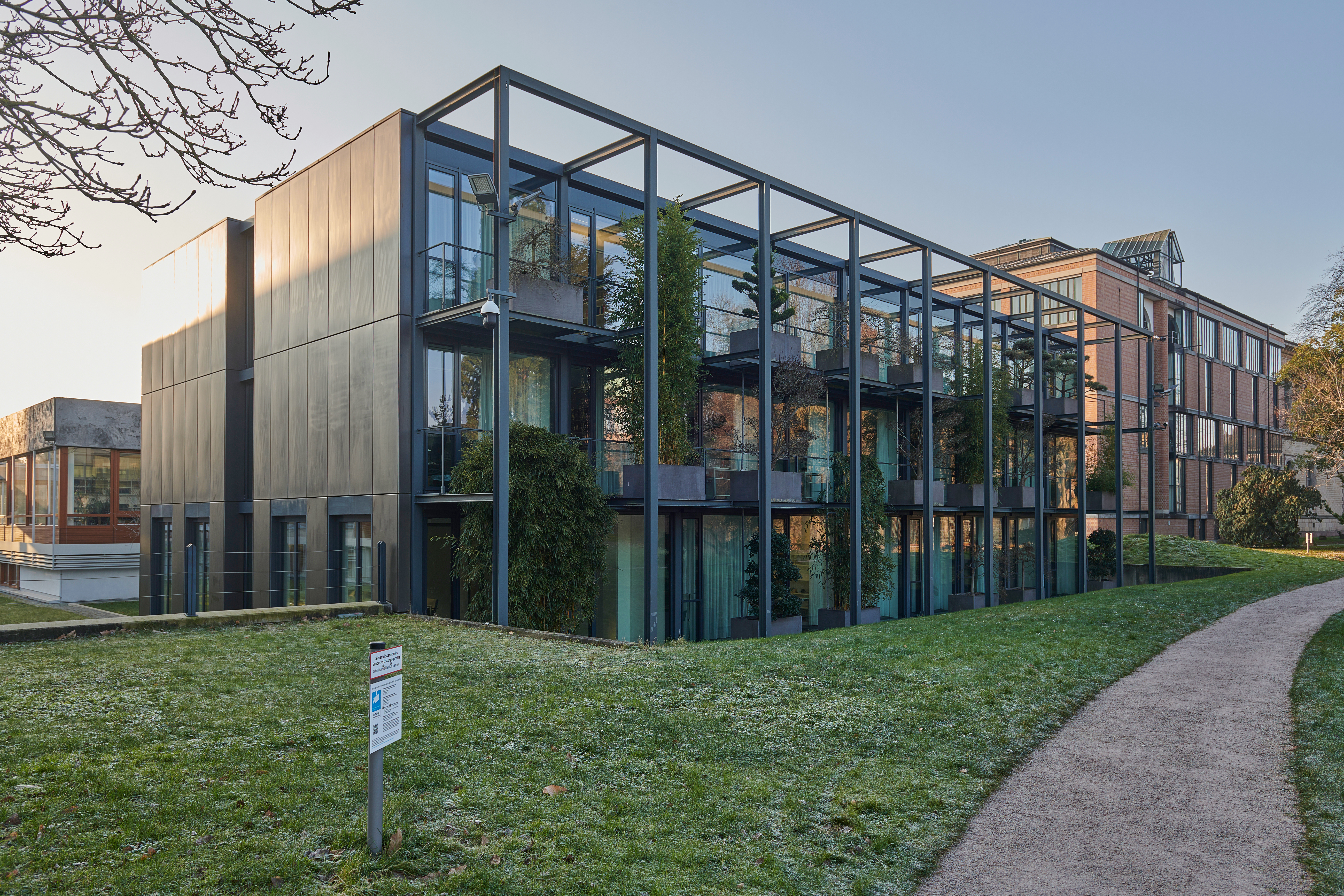
Bauteil IX

Der im März 2007 fertiggestellte Erweiterungsbau (Bauteil IX) von Schrölkamp befindet sich in der Nahtstelle zum Botanischen Garten und nimmt die Fluchten der benachbarten Bauwerke auf. Der Neubau ist über eine Brücke mit den übrigen Bauten verbunden. Der Erweiterungsbau fasst in zwei Obergeschossen 40 Büroräume. Im abgesenkten Erdgeschoss sind Speiseraum und -ausgabe untergebracht. Küche, Technik- und Lagerräume befinden sich im Untergeschoss. Der Erweiterungsbau versucht, die rationale, quaderförmige Gebäudeform mit der umgebenden Natur in Einklang zu bringen. Dazu wurde unter anderem ein pergolaähnlicher Vorbau an der Nordwest-Fassade zur Orangerie eingesetzt, der mit Pflanzenbewuchs eine Korrespondenz zum umgebenden Garten schaffen soll. Auf dem Stahlgerüst vor den Büros wachsen zwergwüchsige Kiefern, Schlitzahorn, Weißdorne und Bambus. Die beiden Stirnseiten des Erweiterungsbaus sind mit Paneelen aus brüniertem Messing verkleidet, setzen sich damit farblich zu den restlichen Bauwerken ab ohne zu stark hervorzustechen.

### Kunst am Bau
Der an der Karlsruher Kunstakademie lehrende Maler Franz Ackermann gestaltete großflächige, zum Teil über zwei Stockwerke gehende, farbige Gemälde auf mehreren Innenwandsegmenten in den Fluren und Zimmern des Richtergebäudes. Ackermann war 2013 als Sieger eines international besetzten Wettbewerbs hervorgegangen. Die Wandmalerei, die durch den Einsatz von intensiven Farben lebt, wechselt in der Bildersprache zwischen kartografischer Zeichenstruktur, gegenständlichen Elementen, abstrakten Farbwirbeln und ornamentalen Passagen.
Im Treppenhaus des Erweiterungsbaus schuf die Karlsruher Künstlerin Stefanie Lampert 2008 ein farbiges Wand-Relief, das sich abhängig von der Belichtung ändert. Lampert schuf rechteckige Farbfelderflächen in den Farben Gelb, Grau und Grün, die auf den Wänden und Wandvorsprüngen durch das Licht aus der Südostseite sich perspektivisch zu verschieben scheinen.
Eine besonders symbolhafte Skulptur ist „Die Gerechtigkeit“ des Schweizer Bildhauers André Bucher, von dem bereits im Außenbereich des Baumgarten-Baus eine Plastik stammt. Die Metallskulptur aus dem Jahr 1997 aus vier gebogenen und miteinander verbundenen Eisenstangen hält in der Mitte eine Kugel im Gleichgewicht. und steht auf einem Marmorblock. Das Kunstwerk, das im ehemaligen Casino steht, wurde 2001 auf einer Briefmarke der Post (Mi.-Nr. 2214) zum 50-jährigen Bestehen des Bundesverfassungsgerichts aufgegriffen.

## Rezeption

### Einordnung des Baustils

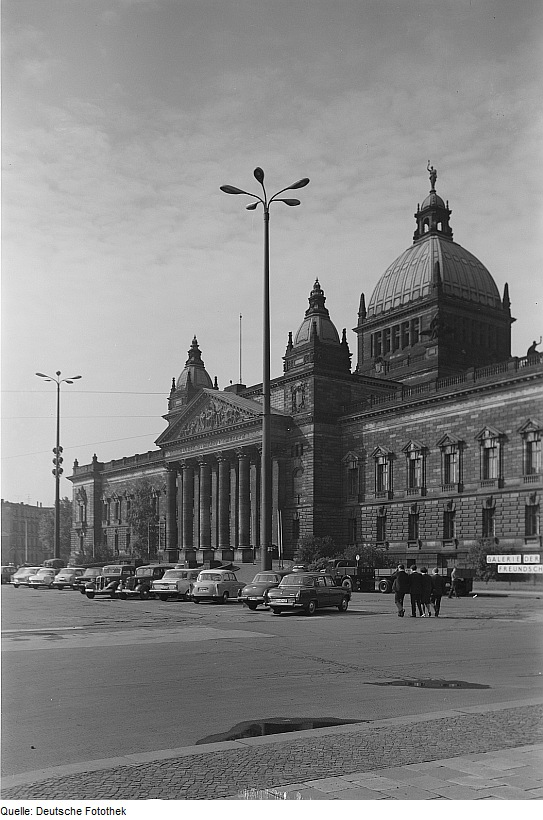
Beispiel für monumentale Gerichtsbauarchitektur am Fall des Reichsgerichtsgebäudes in Leipzig (Aufnahmejahr: 1965)

Der nüchtern-sachliche Baumgarten-Bau der Moderne aus der Tradition des Bauhauses kommend, steht im architektonischen Spannungsfeld zwischen dem barocken Schloss, dem Botanischen Garten und der historistischen Kunsthalle. Die offensichtlichen Unterschiede dieser Bauwerke aus unterschiedlichen Bauepochen sollten nicht durch eine Angleichung überbrückt werden, der Neubau sollte vielmehr einen reflektierenden Dialog mit den Bestehenden eingehen. Zu diesem Zweck wurden verschiedene Maßnahmen umgesetzt. Die Gebäude des Bundesverfassungsgerichts sind nicht nur durch ihre geringe Höhe, sondern auch durch die zurückgenommene Farbigkeit in Silbergrau, das verbaute Glas und den braunen Holzton gut in die Parklandschaft integriert. Überdies wurde trotz der erforderlichen Absicherung der Institution das Bauwerk nicht mit Mauern oder anderen Elementen vom übrigen Umfeld getrennt. Vielmehr bewirkt die Gestaltung Auflockerung und Transparenz. Der Baumgarten-Bau steht nicht nur zu seiner unmittelbar umgebenden Architektur in einem Gegensatz, sondern auch zur Tradition aller Justizpaläste des Wilhelminismus, der Gründerzeit und der Gigantomanie der Architektur in der Zeit des Nationalsozialismus. Die staatstragende Aufgabe eines Verfassungsgerichts schlug sich seit jeher in der Architektur der Gerichtsgebäude nieder. Weltweit ist zu beobachten, dass Gerichtsbauten Ehrfurcht einflößen sollen und deutlich darstellen, dass von ihnen Macht und Gesetz ausgeht. Der Architekturkritiker Heinrich Wefing bezeichnete den Baumgarten-Bau aus den dargestellten Gründen als „eines der ersten nicht monumentalen Justizgebäude der Welt“. Der Bau von institutionellen Bauwerken der damals neu gegründeten Bundesrepublik Deutschland war damals zumindest in Teilen auch ein architektonischer Neubeginn. Und so erklärt es sich, dass das offizielle Bauen der Bonner Republik die Ideologie der Moderne, insbesondere des Bauhaus-Stils, wieder aufgriff. In dieser Reihe von Bauwerken versteht sich auch der Stil des Kanzlerbungalows von Sep Ruf, das der damalige Bundeskanzler Ludwig Erhard ausdrücklich deswegen erbauen ließ, weil er die „weltoffene Baugesinnung“ der Republik demonstrieren wollte.
Trotz der bewusst zurückhaltenden Erscheinung des Staatsbaus war dieser von den Bauherren durchaus auf Repräsentationswirkung angelegt. Aber genau diese sprachen zeitgenössische Kritiker dem Bau ab. Dabei mangelte es nicht an exklusiven Elementen. Die sonderangefertigten Aluminium-Gusstafeln heben sich von der einfachen Materialität der 1950er Jahre ab. Die Fassade enthält neben filigranen Linienführungen sogenannte körperhafte Flächen, die mit ihren Sturz- und Brüstungselementen einen deutlich sichtbaren Kontrast zur Offenheit der Glaszone bilden. Im Übrigen sind die einzelnen Bauten des Bundesverfassungsgerichts trotz ihrer Ähnlichkeit nicht gleich und entsprechend ihrer Funktion individuell gestaltet. Die Ausarbeitung unterlag keinem genormten und zeitsparenden Raster. Im Gegenteil stellte die Tagespresse während der Bauarbeiten fest, dass das Bautempo hinter den Erwartungen zurück liege, nicht zuletzt wegen des Architekten Baumgarten selbst, der manchmal um jede Schraube ringe.
Der ehemalige Präsident (2010–2020) des Bundesverfassungsgerichtes Andreas Voßkuhle befand zu den geraden Blickachsen und großen Fensterflächen der Gerichtsgebäude: „Das transparente, zugewandte Gebäude gehört zu unserer Identität als Bürgergericht“.
Der Jurist Ulrich Battis sprach sich bei seiner Antrittsvorlesung „Demokratie als Bauherrin“ am 25. Januar 1994 kritisch gegen den Transparenzanspruch des Bauwerks aus. Zwar sieht er in historischen Staatsbauten wie den monumentalen Justizpalästen einen Ausdruck der Unabhängigkeit der Gerichtsbarkeit. Allerdings konnte der institutionelle Transparenzanspruch im Baumgarten-Bau nur bedingt umgesetzt werden. Es sei ein frommer Wunsch der „Egalitätsverfechter“, Gerichtsgebäude zu errichten, in denen man sich wohlfühlen könne und in dem alle Prozessbeteiligten an einem „runden Tisch“ säßen.

### Auszeichnungen
Die bauliche Grundsanierung und Modernisierung des denkmalgeschützten Baumgarten-Komplexes war ein komplexes und anspruchsvolles Unterfangen. Viele Bauelemente entpuppten sich als handwerkliche Unikate in industrieller Optik und mussten entsprechend unverändert bewahrt bleiben. Dieses Wesensmerkmal auf der einen Seite zu bewahren, den modernen Anforderungen andererseits gerecht zu werden, erforderte Sorgfalt und Fingerspitzengefühl.
Das Sanierungs- und Modernisierungsvorhaben in den Jahren 2009 bis 2014 wurde daher mit verschiedenen Bau- und Architekturpreisen bedacht. Folgende Preise beziehungsweise Nominierungen erhielt die Sanierung des Gerichtsgebäudes unter anderem:
- Auszeichnung Beispielhaftes Bauen 2018
- Hugo-Häring-Preis 2017
- Nominierung Kategorie „Bauen für die Gemeinschaft“ Staatspreis Baukultur Baden-Württemberg 2016
- Anerkennung Deutscher Architekturpreis 2015[56]